# Marais de Charvas
Le marais de Charvas est une zone naturelle d'intérêt écologique, faunistique et floristique de Rhône-Alpes (France), d'une superficie un peu supérieure à 175 hectares, et localisée dans les communes de Villette d'Anthon dans le département de l'Isère et de Pusignan, dans le département du Rhône.
Il présente une diversité de milieux plus ou moins humides, plus ou moins ouverts, liée à l'hydromorphie et aux usages agricoles traditionnels passés.
Le Conservatoire d'espaces naturels Isère-Avenir en est le gestionnaire.

## Géographie

### Localisation
Le Marais de Charvas est localisé dans deux communes, Villette d'Anthon dans le département de l'Isère et Pusignan, dans le département du Rhône, à une vingtaine de kilomètres de la Métropole de Lyon.